# George Woltman
George Woltman, né le 10 novembre 1957, est le fondateur du Great Internet Mersenne Prime Search (GIMPS), un projet de calcul distribué qui recherche les nombres de Mersenne premiers en utilisant ses logiciels Prime95 ou Mprime. Il a obtenu un diplôme du Massachusetts Institute of Technology (MIT) avec une licence d'informatique en 1978. Depuis 1994, il vit à Orlando en Floride aux États-Unis. Les procédures mathématiques qu'il a créées pour le GIMPS sont les plus rapides connues pour la multiplication de très grand entiers (plus de 100 000 chiffres) et sont aussi utilisées dans d'autres projets de calcul distribué, comme Seventeen or Bust.